# 塞巴斯蒂安·布米
塞巴斯蒂安·奥利维耶·布米（Sébastien Olivier Buemi，1988年10月31日—）是一名瑞士赛车手，2009年參加一级方程式锦标赛，曾经效力于红牛二队。现在是红牛车队的后备车手，同时也是勒芒24小时耐力赛的车手。

## 职业生涯

### 宝马方程式
布米于2004年和2005年参加了德国的宝马方程式赛事，在积分榜上分别列第三位和第二位。

### F3
2005年布米在西班牙F3赛事中参加了一站比赛。第二年就参加了F3欧洲系列赛，获得第十二名，2007年获得亚军。同时他也参加澳门格兰披治大赛车等比赛。

### A1
2006~2007年的A1赛季，布米和其他两名车手为A1瑞士队效力，该队最终获得第8名。

### GP2

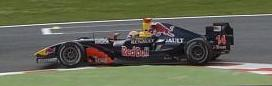
2008年布米参加GP2赛事

2007年布米第一次获得参加GP2赛事的机会。当时ART车队的Michael Ammermüller受伤，布米代替他参加了摩纳哥站的比赛，获得第七名。赛季后半段时又参加了几站比赛。全年获得6个积分，排在第21位。
2008年加入Arden International车队，在GP2亚洲系列赛中获亚军。在GP2中获得第六名。

### F1
2007年9月18日布米驾驶一辆红牛赛车参加F1测试，当日最快圈速排第三。
2008年1月16日红牛车队宣布布米成为该车队2008年的试车手。
在2008年日本大奖赛上，由于医疗车驾驶员Dr Jacques Tropenat耳朵出现问题，布米代替他开医疗车。
2009年1月9日，红牛二队宣布布米成为该车队2009年的正式车手。他将成为自1995年的Jean-Denis Délétraz之后第一个参加F1正式比赛的瑞士车手。

#### 2009年
布米在2009年合共取得6分排第17，來季將會繼續效力紅牛二隊。

#### 2010年
布米在摩納哥站取得賽季的第1分。

#### 2011年
布米在這屆成績有所進步，已經超越了過往所取得的分數。

### 電動方程式
自2014年以來，布米參加了電動方程式比賽，並贏得了2015-16年度車手冠軍。

## 一級方程式成績
| 年份   | 車隊     | 底盤         | 引擎              | 1       | 2      | 3     | 4       | 5      | 6      | 7     | 8     | 9      | 10    | 11     | 12     | 13    | 14     | 15     | 16     | 17     | 18      | 19      | 排名 | 分數 |
| ------ | -------- | ------------ | ----------------- | ------- | ------ | ----- | ------- | ------ | ------ | ----- | ----- | ------ | ----- | ------ | ------ | ----- | ------ | ------ | ------ | ------ | ------- | ------- | ---- | ---- |
| 2009年 | 紅牛二隊 | 紅牛二隊STR4 | 法拉利 056 2.4 V8 | 澳 7    | 馬 16  | 中 8  | 巴林 17 | 西 Ret | 摩 Ret | 土 15 | 英 18 | 德 16  | 匈 16 | 欧 Ret | 比 12  | 13    | 新 Ret | 日 Ret | 巴西 7 | 阿 8   |         |         | 第17 | 6    |
| 2010年 | 紅牛二隊 | 紅牛二隊STR5 | 法拉利 056 2.4 V8 | 巴林 16 | 澳 Ret | 馬 11 | 中 Ret  | 西 Ret | 摩 10  | 土 16 | 加 8  | 欧 9   | 英 12 | 德 Ret | 匈 12  | 比 12 | 11     | 新 14  | 日 10  | 韩 Ret | 巴西 13 | 阿 15   | 第16 | 8    |
| 2011年 | 紅牛二隊 | 紅牛二隊STR6 | 法拉利 056 2.4 V8 | 澳 8    | 馬 13  | 中 14 | 土 9    | 西 14  | 摩 10  | 加 10 | 欧 13 | 英 Ret | 德 15 | 匈 8   | 比 Ret | 10    | 新 11  | 日 Ret | 韩 9   | 印 Ret | 阿 Ret  | 巴西 12 | 第15 | 15   |

## 外部連結
- 官方网站
- 塞巴斯蒂安·布米的X（前Twitter）
- 塞巴斯蒂安·布米 在DriverDB.com上的职业生涯数据（英文）